# Ракетные катера типа «Снёгг»
Тип «Снёгг» (норв. Snøgg-klassen) — тип норвежских ракетных (ракетно-торпедных) катеров. Предназначались для замены устаревших торпедных катеров типа «Рапп» и были схожи по конструкции с более ранними ракетными катерами типа «Сторм». С 1969 по 1971 год на верфях Westermoen Båtbyggeri в Мандале были построены шесть катеров этого типа. Помимо этого, катера типа «Снёгг» послужили прототипом для шведских катеров типа «Хугин». В начале 1990-х планировалась их модернизация, заключавшаяся в установке более современной электроники и ЗРК ближнего радиуса «Мистраль», но в связи с общим сокращением флота, к 1995 году все катера типа «Снёгг» были выведены из состава флота и пущены на слом.

## Представители
| Название    | Номер | Закладка | Спуск на воду | Вступление в строй | Судьба                    |
| ----------- | ----- | -------- | ------------- | ------------------ | ------------------------- |
| Снёгг Snøgg | P 980 | 1969     | 1969—1970     | 1970—1971          | сняты с вооружения в 1995 |
| Рапп Rapp   | P 981 | 1969     | 1969—1970     | 1970—1971          | сняты с вооружения в 1995 |
| Снар Snar   | P 982 | 1969     | 1969—1970     | 1970—1971          | сняты с вооружения в 1995 |
| Раск Rask   | P 983 | 1969     | 1969—1970     | 1970—1971          | сняты с вооружения в 1995 |
| Квикк Kvikk | P 984 | 1969     | 1969—1970     | 1970—1971          | сняты с вооружения в 1995 |
| Кьяпп Kjapp | P 985 | 1969     | 1969—1970     | 1970—1971          | сняты с вооружения в 1995 |